# アジアヘビー級王座

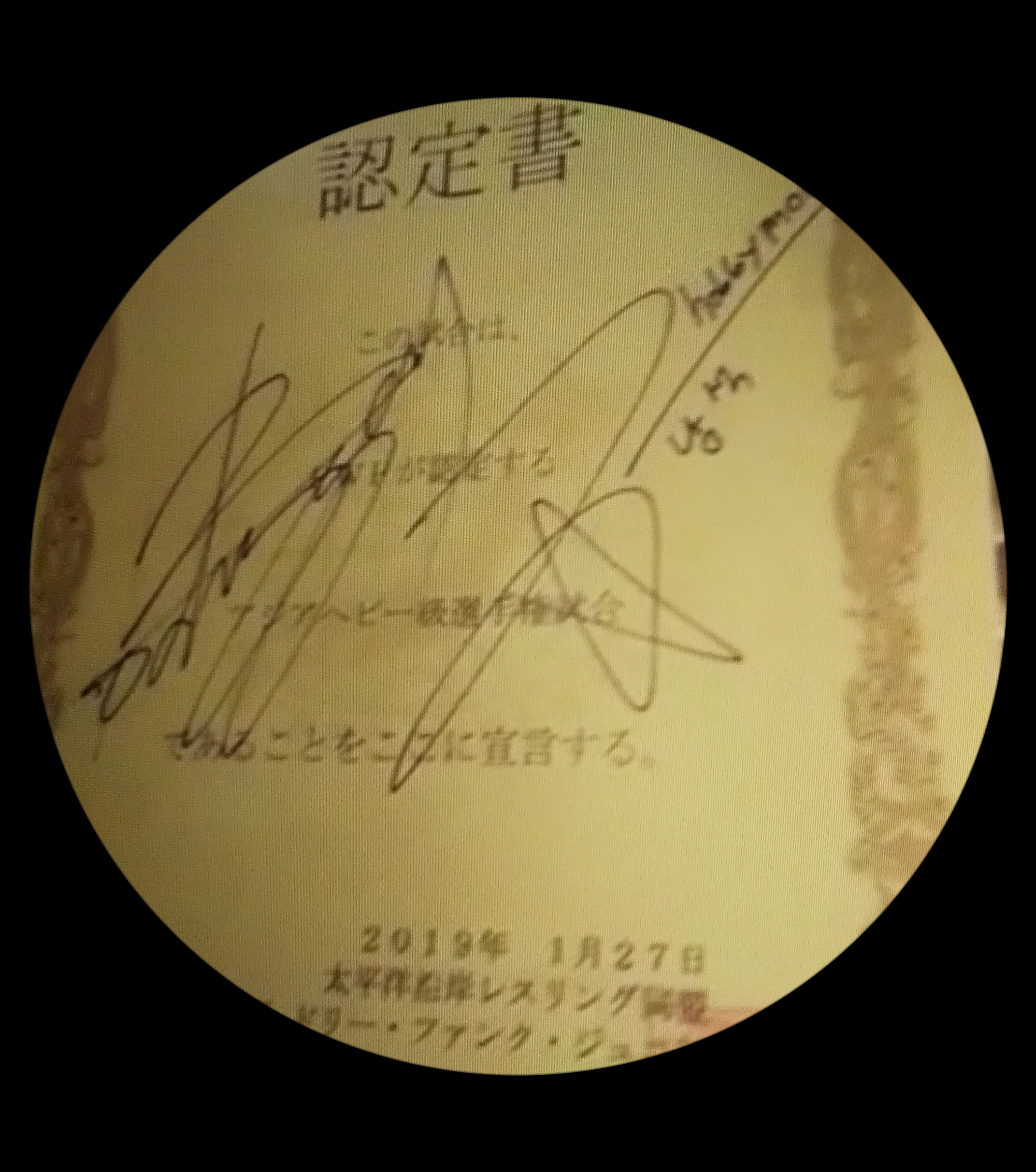
PWF認定書（2019年）

アジアヘビー級王座（アジアヘビーきゅうおうざ）は、かつて日本プロレスが創設した王座。管理権が全日本プロレスに移行後、PWFの認定となった。現在はLAND'S ENDプロレスリング・オールアジアヘビー級ベルト管理委員会（会長：百田光雄）が管理している。正式名称はオールアジアヘビー級王座。本項では1976年に新日本プロレスが創設した新日本版王座についても記載している。

## 歴史

### 日本プロレス版

#### 日本プロレス時代
1955年11月22日、日本プロレスが開催したアジア選手権大会の優勝者である力道山を初代王者として誕生した。アジアタッグ王座も同じくアジア選手権の優勝者を初代王者として誕生している。
1958年8月、力道山はインターナショナル・ヘビー級王座を獲得し、ルー・テーズを初代王者とする同王座の方を格上としたため、アジア王座はラッキー・シモノビッチ、ダン・ミラー、ロニー・エチソンなどを相手に8回防衛したにとどまった。
1963年、力道山の死後、いったん空位となる。
1968年11月9日、大木金太郎が韓国のソウル奨忠体育館で行われた王座決定戦でバディ・オースチンを破り、第2代王者となる。
大木はビル・ドロモに敗れて転落したのをはさみ、1972年10月のジョー・ハミルトン戦まで23回の防衛を果たした。大木の戴冠当時は、ジャイアント馬場のインターナショナル王座に次ぐ二番手のシングルタイトルであり、防衛戦の相手にはクラッシャー・リソワスキー、ドン・レオ・ジョナサン、キング・イヤウケア、ブルート・バーナードといった大物もいるが、概して馬場のインターナショナル王座・アントニオ猪木のユナイテッド・ナショナル・ヘビー級王座に比べれば一段落ちる顔触れであった。12月に大木が馬場の日本プロレス離脱で空位となっていたインターナショナル王座を獲得すると、インターナショナル王座の防衛戦が優先されてアジア王座の防衛戦は行われなくなった。
1973年4月、日本プロレス崩壊および大木らの全日本プロレス入団で王座はしばらく休眠状態となる。その後、全日本を離脱した大木は韓国でインターナショナル王座の防衛戦を行うようになるが、アジア王座は依然休眠状態が続いた。

#### 全日本プロレス時代
1976年に新日本プロレスがアジアヘビー級王座・アジアタッグ王座の創設を表明（後述）すると、全日本は対抗策として日本プロレス時代のアジアヘビー級王座とアジアタッグ王座の復活を計画し、同団体崩壊時の社長だった芳の里がNWAに申請する形で復活の許諾を得る。アジアヘビー級王座は最終保持者（第4代王者）である大木（大木は全日本離脱後新日本に参戦していたが、この前年から再び全日本に参戦していた）による継続保持が認められ、3月に韓国のソウルでグレート小鹿の挑戦を受け、約3年半ぶりに復活第1戦が行われた。その後、大木は9月24日に全日本でワルドー・フォン・エリックと防衛戦を行うが、無効試合で一旦は王座預かりとなり、10月21日に改めて行われた王座決定戦でワルドーを破り第5代王者となる。
以降、ジャンボ鶴田と馬場を相手に2度の防衛戦を行った後、1977年10月29日に馬場のPWFヘビー級王座とのダブルタイトル戦に敗れて王座を失った。第6代王者となった馬場はPWFヘビー級王座を優先させて、アジアヘビー級王座は一度も防衛戦を行わず、正式な説明もなく再び休眠状態となった（なお、1978年6月1日の馬場とキラー・トーア・カマタのPWF戦の実況で「馬場は（インターナショナル・タッグ王座と合わせて）三冠王」、「三冠になったばかりだが（この試合でカマタに敗れたことにより）再び二冠に戻った」との倉持隆夫のコメントがある）。

#### 大木金太郎時代
1981年、全日本が大木の返上を受けてインターナショナル王座の復活を発表した際に、それと交換する形で大木はアジアヘビー級王座の管理権を譲渡された。5月5日、韓国で行われた王座決定戦に勝利した大木が第7代王者になった。
1982年5月、大木は韓国で阿修羅・原の挑戦を受けて王座を防衛。これが最後の防衛記録で大木の引退と共にアジアヘビー級王座は空位のまま事実上消滅状態となった。

#### LAND'S ENDプロレスリング時代
2018年1月18日、崔領二が全日本プロレス、PWF、力道山の次男である百田光雄の了承を得て、崔が設立したLAND'S ENDプロレスリングに管理権を譲渡された。1月21日、韓国で行われた「ワールドアジアヘビー級王座決定ワンデイトーナメント」に勝利した崔が第8代王者になった。なお、大木が保持していたベルトは権利関係の問題から使用できないため、ベルトが新調された。

### 歴代王者
| 歴代   | 王者                 | 戴冠回数 | 防衛回数 | 日付           | 場所 （対戦相手・その他）                                                 |
| ------ | -------------------- | -------- | -------- | -------------- | ------------------------------------------------------------------------- |
| 初代   | 力道山               | 1        | 9        | 1955年11月22日 | 蔵前国技館 王座決定トーナメントで獲得 キングコング 力道山の死去により空位 |
| 第2代  | 大木金太郎           | 1        | 13       | 1968年11月9日  | 奨忠体育館 王座決定戦で獲得 キラー・バディ・オースチン                    |
| 第3代  | ビル・ドロモ         | 1        | 0        | 1971年1月15日  | 徳山市体育館                                                              |
| 第4代  | 大木金太郎           | 2        | 10       | 1971年2月2日   | 広島県立体育館 1976年9月24日のワルドー・フォン・エリック戦後に王座預かり  |
| 第5代  | 大木金太郎           | 3        | 2        | 1976年10月21日 | 福島県営体育館 王座決定戦で獲得 ワルドー・フォン・エリック                |
| 第6代  | ジャイアント馬場     | 1        | 0        | 1977年10月29日 | 黒磯市公会堂                                                              |
| 第7代  | 大木金太郎           | 4        | 1        | 1981年5月5日   | 韓国 王座決定戦で獲得 タイガー戸口                                        |
| 第8代  | 崔領二               | 1        | 3        | 2018年1月21日  | ソウル 王座決定トーナメントで獲得 ボディガー                              |
| 第9代  | ボディガー           | 1        | 2        | 2018年7月29日  | 大阪府立体育会館                                                          |
| 第10代 | キム・ナムソク       | 1        | 1        | 2019年1月27日  | オリンピック公園アートスタジオ コロナ禍で来日不能により返上               |
| 第11代 | 大門寺崇             | 1        | 8        | 2023年6月6日   | ラジアントホール 王座決定戦で獲得 ディラン・ジェイムス                    |
| 第12代 | ディラン・ジェイムス | 1        | 0        | 2025年3月9日   | 赤穂市文化会館小ホール                                                    |

### 新日本プロレス版
1976年2月、新日本プロレスが「アジア王者がいないのはおかしい」との理由で独自にアジアヘビー級王座とアジアタッグ王座の新設を発表。王座決定リーグ戦を経て、初代アジアヘビー級王者にタイガー・ジェット・シンを認定したが、短期間で休眠状態になった。なお、アントニオ猪木は初代アジアヘビー級王者を決めるアジアリーグ戦の参加を辞退して、シンを相手にNWFヘビー級選手権試合を行なっている。

### 新日本プロレス版歴代王者
| 歴代 | 王者                     | 防衛回数 | 日付          | 場所 （対戦相手・その他）                                           |
| ---- | ------------------------ | -------- | ------------- | ------------------------------------------------------------------- |
| 初代 | タイガー・ジェット・シン | 2        | 1976年7月29日 | 大阪府立体育会館 王座決定リーグ戦で獲得 坂口征二 IWGP構想のため封印 |

## 備考
大木金太郎が保持していたベルトは、1992年5月4日に大木の愛弟子の1人である韓国の李王杓（イ・ワンピョ）が、日本には殆ど報道されないまま獲得していることが明らかになっている。対戦相手や獲得した場所は「覚えていない」とのことで、所持しているベルトは李の自宅に飾られている。